# Associazione Calcio Macerata 1936-1937
Questa voce raccoglie le informazioni riguardanti l'Associazione Calcio Macerata nelle competizioni ufficiali della stagione 1936-1937.

## Rosa
| N. |                   | Ruolo | Calciatore             |
| -- | ----------------- | ----- | ---------------------- |
|    | Italia (bandiera) | D     | Emilio Angeletti       |
|    | Italia (bandiera) |       | Renato Belelli         |
|    | Italia (bandiera) |       | Aldo Berti             |
|    | Italia (bandiera) |       | Luigi Bresciani        |
|    | Italia (bandiera) |       | Lucio Brianzoni        |
|    | Italia (bandiera) | C     | Nicola Bruscantini     |
|    | Italia (bandiera) | C     | Ideale Ciarapica (cap) |
|    | Italia (bandiera) |       | Franco De Ruschi       |

| N. |                   | Ruolo | Calciatore          |
| -- | ----------------- | ----- | ------------------- |
|    | Italia (bandiera) |       | Agostini Langella   |
|    | Italia (bandiera) |       | Dante Marchesi      |
|    | Italia (bandiera) |       | Adastro Masi        |
|    | Italia (bandiera) |       | Giuseppe Pierluigi  |
|    | Italia (bandiera) |       | Carlo Sfrappini     |
|    | Italia (bandiera) |       | Ornelio Tacchinardi |
|    | Italia (bandiera) | A     | Dino Tasselli       |
|    | Italia (bandiera) |       | Aldo Valli          |